# Atlantik
Atlantik er en open source computerspilsklon af det klassiske brætspil Monopoly til KDE skrivebordsmiljøet.
Det kan spilles mod andre spillere via LAN eller internettet, ved at bruge Monopd-serveren.
| computerspil | Spire Denne computerspilsrelaterede artikel er en spire som bør udbygges. Du er velkommen til at hjælpe Wikipedia ved at udvide den. |